# كولن مونرو (دبلوماسي)
كولن مونرو (بالإنجليزية: Colin Munro)‏ هو دبلوماسي بريطاني، ولد في 24 أكتوبر 1946.